# Kočevje
Kočevje (pron. Ko-txéu-ye) [kɔˈtʃeːujɛ] (alemany: Gottschee) és una ciutat d'Eslovènia, capital del municipi homònim al sud del país. És la localitat més gran de la regió de Kočevsko (o Kočevska) situada entre els rius Krka i Kolpa. El terme també fa referència a l'antic comtat de Gottschee i la seva població de llengua germànica. Actualment és conegut pels seus espessos boscos i els animals que els poblen, entre els quals podem trobar-hi ossos, alguns dels quals varen ser traslladats als Pirineus catalans com a part d'un programa de reintroducció de l'os en aquesta serralada. Entre el segle xiv i el final de la Segona Guerra Mundial, Kočevje va ser un enclavament lingüístic alemany, on es parlava un dialecte bavarès anomenat Gottscheerish o Granish.
L'any 2020 té 8151 habitants.

## Història
Les restes romanes i preromanes són pràcticament inexistents en aquest indret. Densos boscos ocupaven la zona, la qual cosa, unida a l'escassetat d'aigua, expliquen que l'explotació agrícola i forestal no es dugués a terme fins que els comtes de Ortenburg van fundar Gottschee a la fi del segle XIV. Inicialment amb colons de les terres dels Ortenburg a Caríntia i el Tirol i de les diòcesis de Salzburg, Brixen i Freising. Els nouvinguts van talar els boscos i van establir ciutats i pobles. L'àrea que van ocupar havia estat un punt estratègic en la defensa del Sacre Imperi des del segle IX i, per tant, hi havia un nombre elevat de fortificacions. La primera aparició del nom de la ciutat en un document és de l'1 de maig de 1363, on hi apareix com Gotsche, en un escrit del patriarca de Aquilea, Ludovico della Torre.
A causa de les incursions otomanes (que van començar en 1469), l'emperador Frederic III va ordenar la construcció d'un assentament fortificat protegit per un fossat en una corba del riu Rinža. Gottschee va rebre el títol i el segell de ciutat l'any 1471 (civitas Gotsche). Els carrers a l'interior de la fortificació seguien un traçat ortogonal. Al segle xvi es va construir una muralla de protecció que va ser enderrocada el segle xviii, al mateix temps que s'omplia el fossat.
El 1507, Kočevje va passar a les mans del baró Georg Thurn, la crueltat del qual va provocar una revolta popular l'any 1515. Després d'aquests fets, les terres van passar per diverses mans fins que van ser adquirides per la família Auersperg (Turjak). Durant els segles xvi i xvii, diverses plagues i incendis van assolar la població.
En 1803 es va iniciar l'extracció dels dipòsits de lignit de les muntanyes veïnes. No obstant això, l'explotació vaig tenir una vida molt curta, perquè el duc Guillem d'Auersperg, propietari de les mines de Dvor na Krki (Žužemberk), va decidir que el carbó que s'extreia no era apropiat per als forns de les seves ferreries. Poc després es va inaugurar una fàbrica de maons, a causa de la qual cosa es va tornar a extreure carbó local de baixa qualitat perquè proporcionés el combustible dels forns de cocció. El 1844 una nova serradora es va servir també del lignit per obtenir el vapor amb què fer funcionar la seva maquinària; i el 1850 es van poder establir una fàbrica de cervesa i una de vidre, gràcies a aquest material. La fàbrica de cervesa, anomenada Perless va ser adquirida l'any 1911 per la Cerveseria Union, una de les cerveseries més famoses d'Eslovènia.
Els habitants van començar a emigrar als Estats Units cap a 1870. No obstant això, la major onada d'emigrants va partir després de la Segona Guerra Mundial.
En 1918, amb la fi de la monarquia dels Habsburg, Gottschee va entrar a formar part del nou Regne de Iugoslàvia. D'aquesta manera, els habitants de la zona van passar de formar part de l'ètnia governant de l'Imperi Austrohongarès a ser una minoria en un Estat eslau.
En el període immediatament anterior a la Segona Guerra Mundial, mentre que alguns dels dirigents de la comunitat s'havien afiliat al partit nazi i sol·licitaven l'ajuda d'Alemanya i la repatriació, la major part de la població s'havia integrat al nou Estat, convertint-se en una societat bilingüe i establint relacions amb els veïns eslovens. Després de la invasió de Iugoslàvia per les potències de l'Eix i la repartició d'aquesta en zones d'influència, la regió de Kočevje va ser assignada a la Itàlia de Mussolini. La propaganda nazi va acabar imposant-se i el VoMi va preparar la "reinstal·lació", és a dir el canvi d'ubicació, des de la zona italiana que es va denominar el Triangle de Rann, una regió en la confluència dels rius Krka, Sotla i Sava, sota control alemany.
Per a fer lloc als nous arribats, a partir de novembre de 1941, 46.000 eslovens del Triangle de Rann van ser deportats a l'est d'Alemanya per a la seva germanització obligatòria o per a fer-hi treballs forçats. Poc després, les autoritats nazis van prometre als habitants de Gottschee un passaport del Reich i el bescanvi de les seves granges de la zona de Kočevje per altres d'una grandària igual o superior a la regió del Triangle de Rann. Els primers a traslladar-s'hi van arribar a les noves llars poc després de la partida dels eslovens, els qui es van quedar van sofrir la pressió del VoMi i es va establir una data límit, el 31 de desembre de 1941 per a finalitzar el moviment de tots dos grups.
Des del moment de la seva arribada fins al final de la guerra, els colons germànics van ser assetjats pels partisans de Tito. L'Administració nazi va haver de dedicar tropes i recursos a la protecció dels nouvinguts. Mentrestant, els eslovens deportats van ser portats a camps a Saxònia, Silèsia i altres punts d'Alemanya i forçats a treballar en granges alemanyes o en la indústria entre 1941 i 1945. Els camps van ser alliberats per tropes estatunidenques i soviètiques al final de la guerra. Els supervivents van tornar a les seves llars.
Kočevje és també el lloc on després de la guerra, Tito i els partisans van executar milers de Domobranci, la Guàrdia Territorial eslovena, i les seves famílies llançant-los en fosses càrstiques i tancant-los en coves que després segellaven amb explosius.

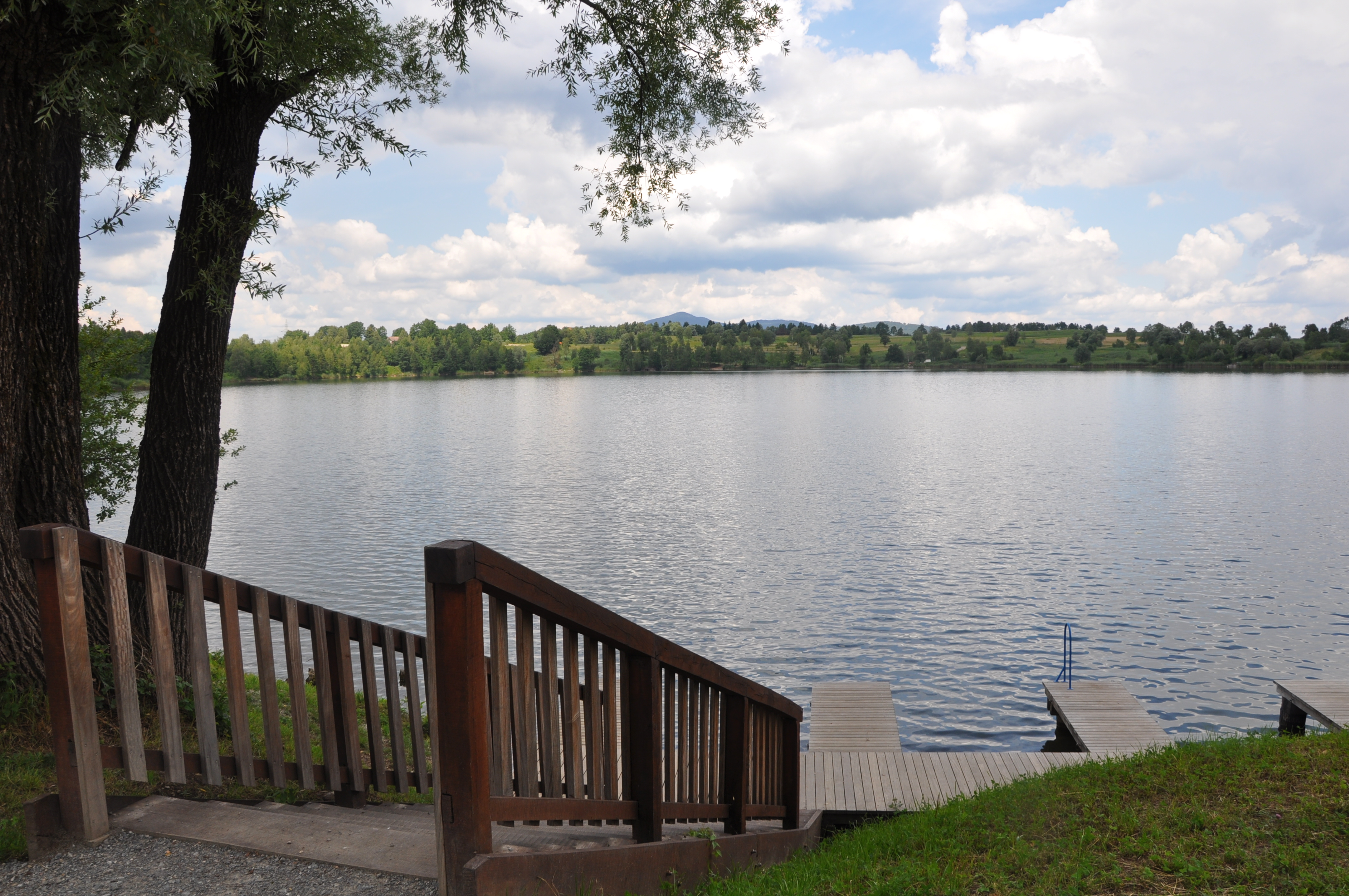
Llac de Kočevje. Moll d'accés a l'aigua.

## Apunts geogràfics
La ciutat de Kočevje és travessada pel riu Rinža
El llac Kočevje de és d'origen artificial, sorgit d'una explotació minera de carbó entre els anys 1973 i 1978. Ocupa una àrea de 39 hectàrees i arriba als 40 metres de profunditat.
La muntanya al costat de la qual hi ha la ciutat de Kočevje, s'anomena Kočevska gora (Muntanya de Kočevje) i compta amb més d'un cim que supera els 1000 metres: Slovenski vrh 1040 m, Ledenik 1068 m, Mestni vrh 1022 m in Suhi hrib 1004 m.
La natura forma part essencial de la vida de la població de Kočevje i de la regió de Kočevsko. Moltes de les activitats turístiques i de recreació de la zona hi estan vinculades